# Ace Combat: Assault Horizon
Ace Combat: Assault Horizon (яп. エースコンバットアサルト·ホライゾン, латиніз.: Ēsu Konbatto Asaruto Horaizon) — відеогра у жанрі аркадного авіасимулятора, створена студією Project Aces і видана Namco Bandai Games для PlayStation 3, Xbox 360 та Windows. Гра продовжує серію ігор Ace Combat.
Японська рейтингова система розважального ПЗ CERO поставила грі цензовий рейтинг C (від 15 і більше років).

## Особливості
Assault Horizon сильно відрізняється від інших ігор серії. В назві гри навіть не був включений порядковий номер.
- Вперше в історії серії дія гри відбувається не на альтернативній, а на реальній планеті Земля (польоти здійснюються над Маямі, Дубаєм, Вашингтоном і Москвою). Для створення локацій розробники використовували фотографії з космосу, щоб міста в грі були максимально схожі на справжні; з'явилася можливість використовувати вертольоти (AH −64 Апачі і Мі-24);
- Введені режими ведення ближніх боїв (для літаків — Dogfight, для наземної атаки — Air Strike, що робить баталії динамічнішими). Крім того в гру ввійшла місія на AC-130, що правда її звинувачують у схожості з місією на AC-130 в Call of Duty 4: Modern Warfare;
- Введена нова система пошкоджень. Всі пошкодження відображаються візуально на поверхні літального апарата. Крім того пошкодження можуть відображатися на навколишній місцевості: тріщині на склі будівель, руйнації об'єктів на землі.
- Був оновлений користувацький інтерфейс. Трохи змінені ракурси камери.
- Впроваджена система навичок та модернізації літальних апаратів. Гравець може сам налаштовувати свій літак перед боєм змінюючи його характеристики та озброєння.
- Опрацьовані характеристики кожного літального апарата. Тепер кожен літак дійсно відрізняється один від одного і мають різні характеристики та можливості.

## Сюжет
Сценарій до гри був написаний відомим американським письменником, автором статей в Нью-Йорк Таймс та військовим спеціалістом Джимом Дефелісом. Дія гри відбувається у 2015–2016 роках.
Гра починається в Маямі у 2015 році. Полковник Вільям Бішоп, лідер ескадрильї Ворвульф, яка є частиною 108-ї цільової групи транснаціональних військових сил ООН, за участю сил Росії і НАТО виконує місію з ліквідації російського синдикату «Блатной». Операція проходить за планом, до моменту коли на полі бою з'являється новий пілот з нанесеною пащею акули на носі літака і ледь не збиває Бішопа. Бішоп катапультується, але, поки він летить, «Акула» налітає на нього. Виявляється, що все це був лише сон Бішопа.
Бішоп знаходиться в Східній Африці і ліквідовує місцевих повстанців. Дві вертолітні ланки — «Шутер» (Апач) і «Номад» (Чорні яструби) — виконують завдання по знищенню військового складу повстанців. Після успішного виконання завдання, на відході, вибухає якась бомба, і всі крім Рея і Стрільця (антагоніст місії) гинуть. Між натівськими силами і силами росіян починаються напружені відносини, особливо між генералом НАТО П'єром Ла-Пойнт і російським генералом Іваном Стайглеш. Водночас російський майор Сергій «Ілліч» Іллічов (Ред Мун 1), радий служити зі своїми американськими колегами і швидко зав'язує дружбу з Бішопом і капітаном Хосе «Гатс» Гутьєрресом (Ворвульф 2). Перед черговим польотом на базу 108 нападають заколотники. В ході бою Ілліча збивають. Д-Рей і Номади отримують завдання врятувати Ілліча, що вони успішно виконують, але на відході знову вибухає таємнича бомба, що вбиває більшість вертольотів.
Стрілець Рея, Джек, говорить що серед заколотників є російські (мати Джека живе в Санкт-Петербурзі і тому він вільно спілкується російською). Він розповідає, що повстанці вели перемовини про переправлення вантажівок зі зброєю на південь. А єдине місто на півдні це Могадишо. Гатс висловлює бажання знищити місто повністю, але Ла-Пойнті відповідає, що воно представляє історичну цінність, але якщо послати штурмову групу то заколотники їх знищать. Тоді майор Жаніс Ріл (Рейзор 1) подає ідею послати штурмову групу і прикрити їх за допомогою AC-130 (Спук 01), а Ворвульфи подбають про авіацію. Під прикриттям Спука і Стрільця Номади висаджують групу Браво 8 під командуванням лейтенанта Ніколоса. Після підриву бункера зі зброєю, під час евакуації, Ніколос не сів у вертоліт намагаючись знайти одного зі своїх людей, але згодом він дізнається що його солдата вбили, тому Ніколасу скидається рятівний комплект. У момент, коли Ворвульфи намагалися сісти, раптово злетіла ланка Стайглешова «Біг Бер» на терміновий бій з бунтівниками над найближчим містом Карута. Після бою Стайглешов зраджує своїх союзників і відлітає з половиною російських льотчиків, а його ланку «Біг Бер» повністю знищують. Ілліч лишається на стороні Бішопа.
Після закінчення бою Бішоп зустрічається лідером найманців, «Акулою», і втягує його в дуель. «Акула» перемагає Бішопа серйозно пошкодивши його винищувач. На щастя для нього у «Акули» кінчається паливо, і вона відступає. Після повернення Бішопа на базу Акула застосовує боєголовку, яка вбила більшість вертолітників, тепер від неї гине Карут. 108-а група залишає Африку.
Після інструктажу Ла-Пойнті з'ясовується, що бунтівники фінансуються злочинним синдикатом «Блатний» і що вони вже 2 рази підривали ядерну боєголовку «Триніті» і що «Акула» — це Герой Росії, полковник Андрій Марков. Ворвульфи летять в Дубай. Д-Рей і його групи «Шутер» і «Номад» вилетіли до Суецького каналу для знищення зразків «Триніті», але «Триніті» там не було. Виявляється, все це було відволікаючим маневром. Тим часом у Росії відбувається переворот під лідерством Маркова і Стайглешова, після цих подій війна вже йде не з «Блатними», а з НРФ (Нова Російська Федерація). 108-а група летить до Росії, де захоплює фортецю НРФ; несподівано з'являється Марков і скидає «Триніті», але Бішопу вдається підірвати її у повітрі. Напад на базу «Біла» успішно відбивається. Тим часом майор Рілу на Кавказі знищує базу із запуску МБР з боєголовками «Триніті», а Ворвульфи прикрили її після операції. Пізніше Бішоп рятує російського прем'єр-міністра і знищує флот НРФ. Ла-Пойнті посилає всіх до Москви. Першими йдуть вертолітні ескадрильї «Стрілець» (Апач), «Номад» (Чорні яструби) і російська ескадрилья «Оса» (Мі-24). НРФ підриває «Триніті», але Кремль знищити не вдається. Д-Рей був збитий, але вижив. У цей час до Москви прилітають «Ворвульфи». У ході битви з'являється Марков. Цього разу Бішоп перемагає, але Маркову вдається катапультуватися. Стайглешов здається, однак Марков продовжує битися і вбиває Стайглешова. Після цього він розповідає чому він бажає знищити США. Виявляється під час одного з бомбардувань випадково загинула його дружина.
Марков бажає знищити Маямі і сам несе у себе на підвісці «Триніті». З'являються «Ворвульфи», Марков пускає ракети в лоб Бішопу, але Гатс затуляє Бішопа собою. Гатс катапультується і зникає з радарів. Бішоп атакує Маркова в лоб і пошкоджує хвіст «Триніті», але тим часом Ілліч зраджує Бішопа і вступає з ним у дуель в якій гине. Марков летить до Вашингтона, маючи на меті підірвати Білий дім. У Вашингтоні під час битви знищується крейсер США Анціо. Після цього 6 бомбардирувальників ТУ-160 намагаються рознести місто, але їх всіх збивають, а 6-й збитий бомбардувальник падає на міст Вудро Вільсона і знищує пост Джеріко 1, Джеріко 2 бере на себе командування наземними військами. Неочікувано з'являється Марков і вступає у дуель з Бішопом. Марков гине, але встигає скинути «Триніті». Бішоп знищує бомбу в останній момент і ледь не гине. Після цього він сідає в аеропорту де його зустрічають як героя. Там же Ріл говорить йому що Гатс живий і до нього летять рятувальники. Після титрів показують Гатса, за яким прилетіли рятувальники.

### Персонажі
Протагоністи:
- Вільям Бішоп (Ворвульф 1) — місії на літаках. Підполковник. 37 років. Головний герой гри, лідер ланки «Ворвульф». Заклятий ворог Маркова і Стайглешова. Найкращий друг Гатса. У фіналі вбив Маркова і знищив скинуту Марковим «Триніті» за секунди до того, як вона досягла Білого дому. Пілотував F-22A Raptor, F-16C Fighting Falcon, F-14D Super Tomcat, F-15C Eagle, A-10A Tunderbolt II та F-35B Lighting II.
- Дуг «Д-Рей» Робінсон (Стрілець 1, також командир Номадів) — місії на вертольотах. Капітан. 43 роки. Лідер ланки «Шутери», однак керує за сумісництвом Номадами. Брав участь у наступі на Москву, де був збитий. За всю гру не вимовив ні слова.
- Жаніс Ріл (Спук 1, Рейзор 1) — місія на бомбардувальнику. Майор. 34 роки. Лідер ланки «Рейзор». На початку гри була переведена в винищувачі, але потім швидко повернулася в бомбардувальники. Пілотувала AC-130 і B1-B Lancer.
- Стрілець — місії стрільби з мініганів на MH-60 Black Hawk. Носив маску з черепом. Помер в наслідку вибуху бомби Триніті.

Антагоністи:
- Андрій «Акула» або «Шарк» Марков — перший і фінальний бос гри. Лідер заколотників, полковник ВПС РФ, Герой Російської Федерації. Отримав своє прізвисько через малюнок пащі Акули на носі його літака. Ненавидить американців за те, що вони випадково вбили його дружину під час бомбардування. Ніколи не здається, саме через це убив Стайглешова. Найкращий друг Ілліча. В одній з місій переміг Бішопа, але програв у Москві. Хотів підірвати Білий дім, але був убитий Бішопом. Пілотував Су-35, а після того, як був збитий в Москві, пілотував ПАК-ФА. Можливо за основу був узятий Володимир Макаров із серії Call of Duty.
- Сергій Іллічов (Ред Мун 1) — другий бос гри. Майор ВПС РФ. Найкращий друг Маркова. Спочатку гри подружився з Бішопом і Гатсом. Під кінець гри зрадив Бішопа і намагався його збити, але сам був убитий Бішопом.
- Іван Стайглешов (Біг-Бер 1) — бос Маркова. Генерал ВПС РФ. Як бос не з'являється. Після Битви за Москву намагався здатися, але був убитий Марковим.

Інші:
- Хосе «Гатс» Гутьерес (Ворвульф 2) — друг Бішопа і Д-Рея. Капітан. 32 роки. Збитий Марковим в Маямі. Врятований рятувальниками в кінці гри.
- Джек — стрілець Д-Рея. Збитий у Москві, але вижив і взяв участь в Битві за Маямі. Вільно знає російську, через те що його мати живе в Петербурзі.
- Ліон 1 — французький пілот.
- Тайгер 1 — американський пілот. Збитий у Маямі.
- Номад 61 — лідер Номадів, але сам у підпорядкуванні Д-Рея.
- Ворвульф 3 і Ворвульф 4 — ведені Бішопа та Гатса.
- Томмі — напарник Спенсера, 2-й оператор AC-130 Спук.
- Джеріко 1 — американець, керує ЗРК. Загинув у Вашингтоні, коли на нього звалився збитий Ту-160.
- Пьєр — командир 108 цільової групи ВПС Франції. 58 років.
- Девід Гамільтон — президент США. Головнокомандувач ЗС США.
- Крістіна Йослав — дружина Маркова. Загинула під час бомбардувань Боснії, НАТО.

### Основні військові підрозділи
Військові організації:
- НАТО — брали участь у подавлені повстанського руху в Африці, пізніше в інших бойових діях.
- Блатний — організація що займалася постачанням зброї для африканських повстанців. Організовували створення НРФ.
- НРФ (Нова Російська Федерація) — була створена внаслідок військового перевороту в РФ. Їм підпорядковувалися всі види ЗС РФ.

Підрозділи НАТО:
- Ескадрилья «Ворвульф» — ескадрилья якою керує полковник Бішоп. У склад військового формування входять: F-14 Tomcat, F-15 Eagle, F-22 Raptor, F-35 Lightning, F/A 18 Super Hornet, AV-8B Harrier, F-4 Phantom, A-10 Thunderbolt, F-117 Nighthawk. Емблемою ескадрильї є білий виючий вовк на фоні блакитних зірок.
- Ескадрилья «Шутер» — вертолітна ескадрилья, якою керує капітан Дуг «Д-Рей» Робінсон. Має на озброєнні вертольоти AH-64D Longbow. Її емблемою є чорний павук на сітці на жовтому фоні.
- Ескадрилья «Номад» — вертолітна ескадрилья авіаційної підтримки. Має на озброєнні MH-60 Black Hawk. Емблемою підрозділу є мураха з кулеметом на помаранчевому фоні.
- Ескадрилья «Рейзор» — бомбардувальна ескадрилья, під командування капітана Жаніс Ріл. Має на озброєнні B-2 Spirit, AC-130 та B-1 Lancer. Емблемою підрозділу є чорний кажан, що скидає бомби на фоні фуксії.
- Ескадрилья «Ліон» — французька ескадрилья представлена літаком Mirage 2000.
- Ескадрилья «Даггер» — ескадрилья, що використовує A-10 Thunderbolt II для прикриття «Шутерів».
- Ескадрилья «Тайгер» — ескадрилья забезпечує підтримку «Ворвульфа» та «Ліона». Використовує на озброєнні F16-C Fighting Falcon.
- Ескадрилья «Єрихон» — тактична ескадра озброєна пусковими установками «Surface-to-Air Missile» земля-повітря.
- Ескадрилья «Ред Мун» — російська ескадрилья. Брала участь у операції НАТО по придушення повстанців в Африці. Використовували літаки Міг-29.
- Ескадрилья «Біг Біар» — російська ескадрилья. Брала участь у операції НАТО по придушення повстанців в Африці. Була ядром ВПС Росії. Ескадрилья підтримувала війська НАТО, але не було прямо підпорядкована їм.

### Список використаної техніки

Скріншот з гри. На ньому гравець керує вертольотом AH-64 Apache Longbow.

Літаки, у грі не можуть бути куплені за допомогою грошей, як це було в минулих частинах гри. В Assault Horizon доступ до нових літаків відкривається після завершення певних місій, здійснення певних досягнень в бою або виконання завдань. Кожен літальний апарат має стандартний вибір озброєння, а також додаткову зброю на вибір, від цього часто залежить успішне закінчення місії. Частина Assault Horizon — є єдиною в серії, де крім літаків з'являється можливість керувати гелікоптерами та окремо зброєю на борту. Всі літальні апарати гри діляться на такі типи: винищувач, штурмовик, багатоцільовий винищувач, гелікоптер, бомбардувальник.
| Винищувачі                 | Багатоцільові винищувачі                                    | Штурмовики          | Бомбардувальники | Гелікоптери                                                 |
| -------------------------- | ----------------------------------------------------------- | ------------------- | ---------------- | ----------------------------------------------------------- |
| F-22A Raptor               | PAK-FA (доступ відкривається після закінчення кампанії)     | Su-34 Fullback      | Rockwell B-1     | AH-64 Apache Longbow                                        |
| Su-47 Berkut               | Rafale M                                                    | F-2A                | B-2 Spirit       | Mi-24 Hind (доступ відкривається після закінчення кампанії) |
| Su-35 Flanker-E            | F-35B Lighting II                                           | A-10A Tunderbolt II |                  | Ka-50 Hokum (DLC)                                           |
| Typhoon                    | F-15E Strike Eagle                                          | F-117A Nighthawk    |                  | MH-60 Black Hawk (стрілець на борту)                        |
| F-15C Eagle                | F-15S/MTD (DLC)                                             | Su-25 TM Frogfoot   |                  |                                                             |
| Su-33 Flanker-D            | Jas-39C Gripen C                                            | Tornado GR.4 (DLC)  |                  |                                                             |
| F-14D Super Tomcat         | F/A-18F Super Hornet                                        |                     |                  |                                                             |
| Su-24MP Fencer             | F-16F Fighting Falcon                                       |                     |                  |                                                             |
| Mig-29A Fulcrum            | Mirage 2000-5                                               |                     |                  |                                                             |
| F-16C Fighting Falcon      | F-4E Phantom II (DLC та при наявності спеціального видання) |                     |                  |                                                             |
| Mig-21-bis Fishbed         | CFA-44 Nosteratu (вигаданий літальний апарат) (DLC)         |                     |                  |                                                             |
| Su-37 Terminator (DLC)     | AV-8B Harrier II plus (DLC)                                 |                     |                  |                                                             |
| YF-23 Black Widow II (DLC) |                                                             |                     |                  |                                                             |

Інші:
- AC-130
- ASF-X Shinden II[ja] (вигаданий літальний апарат) (DLC)

ASF-X Shinden II є експериментальним проектом японського інженера, який поки що не реалізований. В той час як Су-37 Термінатор вже з'являвся в минулих іграх серії Ace Combat.
Всі ці літаки та вертольоти доступні з РС версії без додаткового завантаження.

### Види озброєння
Гра включає в себе широкий спектр озброєння та аксесуарів, що можуть бути встановлені на літаки та вертольоти.
- Ракета «повітря — повітря» одночасного запуску (4AAM/6AAM): запускається в групах по 4 або 6 штук і може вражати більше одної цілі, що знаходяться на середній відстані. Крім того є можливість запускати цю групу ракет в одну ціль, що викликає величезні пошкодження.
- Ракета «повітря — повітря» Radar Guided Semi-Active (SAAM): ракета великої дальності з обмеженою точністю попадання. Одночасно запускається одна ракета. Щоб здійснити запуск від гравця вимагається утримувати ціль в прицілі певний час.
- Ракета «повітря — повітря» високої маневреності (QAAM): одночасно запускається одна ракета, що здатна переслідувати навіть надшвидкі літаки.
- Ракета «повітря — поверхня»: одночасно запускається одна ракета, що може уражати цілі на великій відстані, має великий діаметр вибуху.
- Ракета «повітря — поверхня» одночасного запуску (4AGM): запускається в групах по чотири ракети, які здатні уражати одночасно декілька цілей. Дальність ураження — середня. При бажані дозволяється виконувати постріл в одну ціль, що завдасть їй більшого пошкодження.
- Pod Machine Gun: (MGP): два спарених кулемети.
- Pod Razzi (RKT): некеровані ракети, що дозволяє швидко уражати скупчення наземних цілей. Наносять порівняно низьку шкоду.
- Некерована бомба (UGB): завдяки великому радіуса дії спричиняє значні руйнування.
- Некерована бомба одночасного запуску (MUGB): може встановлюватися лише на бомбардувальники B1 і B2. Одночасно можливо запустити до 12 бомб.
- Керована бомба(GPB): бомба призначена для прицільного бомбометання, має малий радіус ураження, але завдає величезного збитку об'єктам в епіцентрі вибуху.
- Detachable Bomb Dispenser (BDM): Касетна бомба, що призначена для бомбардування великих площ. Ефективна при їх масовому застосуванні.
- Electronic Countermeasures (ECM): електронні перешкоди, що застосовуються для збиття курсу ракети, що переслідує літак.
- Trinity (EW1): ядерна зброя, розміщена на крилатих ракетах, що дозволяє атакувати наземні об'єкти на великій відстані. Радіус ураження становить близько 500 метрів. Зброя була розроблена компанією NFR. Вибух може пошкоджувати, або навіть знищувати повітряні цілі. Може застосовуватися лише літаками ПАК ФА. Після застосування розблоковується досягнення гри «лихо».
- Multipurpose Missile Omnidirectional (ADMM): ракетна зброя, що дозволяє одночасно запускати до 12 ракет і при цьому здатна уражати як повітряні так і наземні цілі. Встановлюється лише на літак CFA-44.
- Electromagnetic Launcher (EML): електромагнітна гармата що здатна знищити будь-яку ціль з одного пострілу. Недоліками цього виду озброєння є дефіцит боєприпасів та перегрів при застосуванні. Встановлюється лише на літак CFA-44.

### Ігрові локації

Повітряний бій над Дубаї, ОАЕ.

- Маямі, Флорида, США
- Вашингтон, США
- Дубаї, ОАЕ
- Гаваї, США
- Токіо, Японія
- Москва, Росія
- Близький Схід
- Східна Африка

## Геймплей

### Керування
У грі присутні два режиму керування «Optimum» та «Original».
- «Optimum» — режим керування з'являється в серії вперше, але є подібним до режиму «для новачків» в минулих іграх Ace Combat. Встановлюється на початку гри за замовчуванням.
- «Original» — режим є аналогом режиму «для експертів» з минулих ігор серії. Він дає змогу гравцеві отримати повні можливості керування літальним апаратом.

Крім режимів керування, у грі, також, присутня велика кількість варіантів для налаштування управління та адаптації до стилю гравця. В них можна регулювати режими керування напрямком польоту, камерою, дросельною заслінкою та рисканням. Перевантаження та автопілот знову з'являються у грі, останній раз вони застосовувалися в Ace Combat 6: Fires of Liberation.
У грі є можливість вмикати такі допоміжні функції, як автоматичне вирівнювання, автоматичне уникнення перешкод, автоматичне запобігання звалюванню, допомога при наведені прицілу, автоматичний вибір цілі.
Ace Combat: Assault Horizon для Xbox 360 підтримує джойстики Ace Edge, що були випущені для гри Ace Combat 6: Fires of Liberation.
Вперше в Ace Combat гравці мають змогу керувати вертольотами, «стелс»-бомбардувальниками, AC-130, бути бортовими стрільцями, таким чином геймплей гри став різноманітнішим.

### «Close Range Assault»

Атака в режимі DFM

Головним нововведенням в грі, якого не було в попередніх частинах — режим «Close Range Assault» (CRA). Система має на меті збільшити інтенсивність боїв і зробити їх видовищнішими. Таким чином розробники пожертвували реалістичністю на користь аркадності. Режими не є обов'язковими в грі і вмикаються за бажанням гравця. Щоб почати DFM, гравець має натиснути LB + RB на Xbox 360, L2 + R2 на PS3 та C на ПК, коли він знаходиться на достатньо близькій відстані до ворога. ASM ініціюється натисканням тих же кнопок в певних точках ігрового простору.

#### «Dogfight Mode»
«Dogfight Mode» (DFM) — це один із двох режимів CRA. Щоб активувати режим потрібно наблизитись до ворожого літака на близьку відстань та натиснути потрібну комбінацію клавіш в момент появи кругу навколо цілі. У цьому випадку камера переміститься за літак гравця і гра ввімкне автопілот частини керування. Режим буде витримувати близьку відстань між літаками. Але гравець продовжує керувати літаком, зокрема він має витримувати висоту польоту та утримувати курс на ціль. Під час переслідування на екрані з'являється спеціальне коло, що відоме як «Assault Circle». Впродовж наближення до ворога коло збільшується, а обід кола заповнюється. Як тільки коло заповниться до кінця його колір зміниться на червоний і гравець почує сигнал. Цей сигнал повідомляє що гравець має можливість застосувати зброю підвищеної точності та сили ураження. Коло змінюється відповідно до зброї, яку застосовує гравець. Застосування ракети в режимі «Assault Circle» знищить ворожий літак, оскільки уникнути ракети майже неможливо.
Ворог теж має змогу впливати на результат двобою шляхом контрманеврів. Вони можуть навіть вимкнути DFM. Ціль ворога уникати «Assault Circle» та зробити контрманевр, який дозволить зайти у хвіст переслідувачу та також ввімкнути DFM. Щоб перехопити ініціативу потрібно скинути швидкість і зменшити відстань між літаками, а потім вчасно натиснути комбінацію клавіш, щоб виконати контрманевр. Але в той же час пілот, що перший переслідував літак може передбачити рухи ворога і виконати контрконтрманевр натиснувши вчасно комбінацію клавіш. Це дозволить завдати ворогу надвелике ураження за допомогою кулемету.

#### «Air Strike Mode»

Атака в режимі ASM

«Air Strike Mode» (ASM) — це інший режим CRA, який застосовується винищувальною, штурмовою та бомбардувальною авіацією для атаки наземних цілей. Застосовується не так часто, але іноді дуже потрібен для виконання певних цілей. Режим можна ввімкнути в певних місцях карти шляхом натиску певної комбінації клавіш. Як і в режимі DFM навколо цілі з'являється коло, яке поступово заповнюється. Але на відміну від DFM гравець має більше можливості для маневру і при цьому існує ризик зіткнутися із землею. Під час режиму ASM зброя гравця швидше перезаряджається, має більшу силу та точність. В місіях є можливість отримати бонус, якщо знищити всі цілі ASM режиму не виходячи з нього.
У режимі мультиплеєр є можливість застосовувати спеціальний режим «CRA Support». Цей режим вмикається у випадку, коли 2 або більше гравців застосовують режим CRA на одну ціль. За такий режим можна отримати особливі досягнення.

### Система досягнень
Деякі можливості в грі відкриваються лише після завершення місій або після певних досягнень при їх проходженні, в залежності від зароблених балів (бали даються за якісні та кількісні показники гри), а деякі можна лише купити в ігровому онлайн магазині. Змінювати початкове забарвлення літаків теж стає можливим у міру проходження місій. Майже всі варіанти окрасу літаків узятті з реальних прототипів. Крім того існує можливість створення власного окрасу як для літаків, так і для вертольотів. Також існує можливість змінити колір диму при запуску ракет (білий, чорний, червоний).
При завершенні кампанії у складності «пілот» або «ас» (відповідають складному і дуже складному рівню складності), у грі буде відкрита можливість використання російського літака Сухой ПАК ФА та ракети Trinity (EW1), ті самі, якими користувався Марков (Акула) у Вашингтоні. Ці ракети здатні завдавати ураження всім об'єктам на великій площі протягом 10 секунд. Сухой ПАК ФА можна використовувати лише в режимі місій та безкоштовному онлайні. Ракети Trinity можна буде використовувати лише після збитих 8 літаків поспіль і при використанні такої ж ракети у літаків противника.
Зароблені бали під час виконання місій та гри в інтернеті можна витратити на покращення бойових характеристик літака, а також озброєння. Наприклад, є можливість розблокувати потужніші ракети та кулемети, підвищити фізичну витривалість літака і т. д. Але можливо вибрати лише обмежене число покращень за кількістю доступних слотів для них. Один зі слотів, що має назву «слот FAS» має можливість вміщати вміння, що діють не лише на власника літака, а й на всі союзні літаки. Таким чином є можливість створювати свою власну унікальну команду з пілотів, що будуть взаємодоповнювати один одного.

### Мультиплеєр
Порівнюючи з Ace Combat 6: Fires of Liberation мультиплеєр у грі було покращено. У гру повернулися режими спільного проходження місій та "deathmatch", а також з'явилась можливість зіграти у нові види багатокористувацьких боїв: «Capital Conquest» та «Domination». Під час організації гри її можна налаштовувати в залежності від вподобань гравців (максимальна кількість гравців, тривалість гри), деякі налаштування стають доступні лише після оплати на PlayStation store.
«Capital Conquest» — гравці діляться на дві команди (4 на 4 або 8 на 8). Кожній команді виділяється своя база. Завдання кожної з команд знищити базу противника та захистити свою. На початку бою, крім вже існуючих баз сторін, що розташовані на різних сторонах карти, існують також і нейтральні бази, що розташовані посередині поля бою, вони можуть бути захоплені кожною з команд. Коли не залишається жодної нейтральної точки в грі активізуються можливість застосування бомбардувальників, завданням яких є знищення баз противника. Умовою для перемоги є знищення бази противника. Якщо час, відведений для бою, вичерпано, перемагає та команда, у якої база мала більше здоров'я на час закінчення бою. На офіційному сайті Ace Combat кожен гравець може приєднатися до однієї з фракцій (фракціям відповідають міста, що задієні в режимі «Capital Conquest». Після приєднання до фракції, бали, що були зароблені гравцем під час гри у цьому режимі на відповідній карті, будуть нараховані і його фракції. Кожні 6 місяців на сайті оголошують фракцію переможця за результатами набраних очок.
«Domination» — традиційний для багатокористувацьких ігор режим захоплення точок. Гравці діляться на дві команди і мають захопити три точки, що розташовані на ігровій локації. Точки захоплюються традиційним чином, гравець має знаходитися в межах дії точки певний визначений час. Для захоплення точок противника потрібно спочатку знищити наземні цілі навколо точки, а потім тим самим способам протриматись біля неї певний проміжок часу. Кожну хвилину командам нараховуються бали, по одному балу за кожну захоплену точку. Команда з найбільшою кількістю балів перемагає.
«Deathmatch» — традиційний для багатокористувацьких ігор режим в яку можуть брати участь до 16 гравців. Задача кожного з них збити як можна більше інших гравців. Переможець може бути визначений за кількістю збитих супротивників або за кількістю набраних очок. Гра закінчується коли один з гравців набирає максимальну кількість очок, або після того закінчення виділеного часу. Після того як гравець був підбитий він може знову ввійти в бій при цьому вибрати собі новий літальний апарат. В кінці бою на екрані з'являється таблиця, де вказані досягнення кожного з гравців.
«Mission Co-Op» — багатокористувацький режим гри в якому гравці проходять місії гри допомагаючи один одному. Максимальна кількість гравців — 3. При грі в цьому режимі ворог стає сильнішим в залежності від кількості гравців.

## Розробка, вихід та підтримка гри
Перший натяк на розробку гри відбувся у квітні 2010 року, коли компанія Namco Bandai Games зареєструвала нову торгову марку «Ace Combat: Assault Horizon». Але офіційно її презентували лише 9 серпня 2010 року, коли був випущений перший трейлер. З нього можна було зробити висновки, що геймплей гри суттєво розширився використанням гелікоптерів та окремим керуванням бортової зброї. Трейлер демонструє керування гелікоптером AH-64 Apache та бортовим кулеметом з бортом UH-60 Black Hawk під час атаки на поселення в пустелі, повітряний бій між ВПС США та Росією над Маямі. Гравець, керуючи F-22, знищує декілька літаків противника доки його самого не збивають. Командир 108-ї спецгрупи П'єр Ла Поінт доповідає, що атакою на Маямі керує ас, полковник Марков, на прізвисько «Акула». Російські бійці у конфлікті представлені як «радники та найманці». У трейлері, крім цього всього, можна побачити американський літак A-10, що атакує кораблі. В розширеному трейлері додані сцени повітряного бою, в якому беруть участь літаки F-35 та F-16, місцем бою виступає повітряний простір над містом Дубаї. В ролику літаки атакують нафтові об'єкти в пустелі. Також по ролику можна зробити висновок що події гри будуть відбуватися у 2015 році і проходити, окрім усього, у Східній Африці.
Демо-версія гри вийшла 13 вересня 2011 року. Власники Playstation 3, могли завантажити її безкоштовно, а власникам Xbox 360 для цього потрібно було мати Xbox LIVE Gold. Пізніше таку можливість отримали власники Xbox LIVE Silver. В демо-версію було включено першу та третю місію гри з боєм над Маямі та з операцією на гелікоптерах в Африці. Пізніше демо-версія гри була вилучена з вільного завантаження.
Для Європи була випущена особлива версія гри «Limited Edition», що включала в собі саундтрек гри, код для завантаження літака F-4E Phantom II та блокнот з підписами розробників. Гравці, що попередньо замовили гру, отримали її за ціну стандартної версії. Також окремо була випущена версія гри «Helicopter Edition». На додаток до набору з «Limited Edition» в ній додатково в комплекті йшов радіокерований гелікоптер Black Hawk. У комплект до вертольота йшов акумулятор до нього, кулькова ручка та брелок.
В Японії та США для гравців що попередньо замовили гру додатково в комплект входив код для завантаження літака F-4E Phantom II.
У листопаді 2012 було анонсоване «доповнене видання». Це видання було доступно виключно для ПК. У нього ввійшло виправлене керування та доопрацьована графіка, додаткові літальні апарати, малюнки на літаки та нові карти для мультплеєру. Видання вийшло зимою 2012 року. Схоже видання було випущене і для PlayStation Store, в нього ввійшли карти Токіо та Гонолулу, а також нові літальні апарати: ASF-X Shinden II, F-15S/MTD, Су-37 Terminator, AV-8B Harrier II plus, CFA-44 Nosferatu, and Ka-50 Hokum.
| Агрегатор    | Оцінка |
| ------------ | ------ |
| GameRankings | 78.54% |
| Metacritic   | 78     |

| Видання                            | Оцінка                 |
| ---------------------------------- | ---------------------- |
| 1Up.com                            | D+                     |
| AllGame                            | [ 15 ]                 |
| Eurogamer                          | 8/10                   |
| Famitsu                            | 10/9/9/9 (37 відгуків) |
| GamePro                            | 82                     |
| GameSpot                           | 5.5                    |
| GamesRadar+                        | [ 20 ]                 |
| GameZone                           | 8.0                    |
| Official U.S. PlayStation Magazine | 8                      |
| Official Xbox Magazine (США)       | 8.0                    |

| Видання   | Оцінка |
| --------- | ------ |
| Opengamer | 6.0    |

26 листопада 2012 року був випущений патч, він виправляв деякі важливі моменти гри в мультиплеєрі, що дозволяли гравцям хитрувати при використанні певної зброї та маневрів. Наступного дня була презентована ПК версія гри. ПК версію гри можна було купити через Steam та Games for Windows Marketplace.

## Критика та нагороди
Гра отримала переважно позитивні відгуки. Сайт Metacritic дав грі оцінку 78 балів зі 100 (на основі 71 відгуку) для Xbox 360 версії та 77 балів зі ста (21 відгук) для PlayStation 3 версії. Критики високо оцінили графіку, саундтрек та озвучення персонажів гри, але недоліком вважали сценарій, який називали одноманітним та надто прямолінійним. За відгуками гравців гра також отримала переважно позитивні оцінки: на сайті Metacritic гра отримала 6,8/10 для Xbox 360 версії та 7,2/10 для PlayStation 3. Гравці позитивно відмічали новий геймплей гри, що на їх думку зробив гру динамічнішою. На сайті IGN гру похвалили за аркадні традиції та просте керування і поставили оцінку 7,5/10. Редактор сайту висловив думку, що Assault Horizon швидше виключення ніж продовження серії, навіть у назві гри порядковий номер відсутній, але крім того він висловив невдоволення постійними повторами сцен при режимі «Close Range Assault». GameSpot дали оцінку за гру 5,5 з 10 балів, а 1UP поставили грі D+, при цьому інтернет ресурси дуже часто порівнювали гру з серією шутерів Call of Duty.
По результатах щорічного голосування читачів порталу AG.ru гра зайняла четверте місце в номінації «Найкращий Симулятор».
У номінації «Екшн року» гра зайняла 3-ю сходинку 2011 року за версією журналу Игромания.
За місяць після релізу гри, у відповідь на позитивні відгуки, Project Aces створили трейлер, в якому було продемонстровано більшість позитивних відгуків, а також головні особливості гри, що були визнані вдалими критиками та гравцями.
За даними від 8 квітня 2012 року було продано 1,07 мільйонів копій гри.

## Цікавинки
- Вертоліт Ka-50 є одномісним, але попри це в ньому можна почути другого пілота. Крім того це єдиний вертоліт, який має можливість переносити некеровані бомби (UGB) та протиповітряні ракети (SAAM).
- Цікаво, що всі літаки в грі мають однакове озброєння. Крім CFA-44 та A-10.
- Сценарій до гри був написаний відомим американським письменником, автором геополітичних статей в Нью-Йорк Таймс та військовим спеціалістом Джимом Дефелісом.

### Офіційні сайти
- Офіційний європейський сайт гри(англ.)
- Офіційний американський сайт гри [Архівовано 7 січня 2014 у Wayback Machine.](англ.)
- Офіційний японський сайт гри [Архівовано 26 грудня 2013 у Wayback Machine.](яп.)

### Профільні ресурси
- Ace Combat Assault Horizon(англ.) на сайті 1UP.com
- Ace Combat Assault Horizon [Архівовано 16 грудня 2013 у WebCite](англ.) на сайті ActionTrip
- Ace Combat Assault Horizon [Архівовано 14 листопада 2014 у Wayback Machine.](англ.) на сайті allgame
- Ace Combat Assault Horizon [Архівовано 17 липня 2013 у Wayback Machine.](англ.) на сайті Computer and Video Games
- Ace Combat Assault Horizon (англ.) на сайті Electronic Gaming Monthly
- Ace Combat Assault Horizon [Архівовано 17 грудня 2013 у WebCite](англ.) на сайті Eurogamer
- Ace Combat Assault Horizon [Архівовано 11 березня 2013 у Wayback Machine.](англ.) на сайті G4[en]
- Ace Combat Assault Horizon(англ.) на сайті Game Informer
- Ace Combat Assault Horizon [Архівовано 17 грудня 2013 у WebCite](нім.) на сайті GamePro
- Ace Combat Assault Horizon [Архівовано 17 серпня 2014 у Wayback Machine.] (англ.) на сайті Game Revolution
- Ace Combat Assault Horizon [Архівовано 30 січня 2016 у Wayback Machine.](англ.) на сайті GameSpot
- Ace Combat Assault Horizon [Архівовано 22 вересня 2013 у Wayback Machine.] (англ.) на сайті GameSpy
- Ace Combat Assault Horizon [Архівовано 17 грудня 2013 у WebCite](англ.) на сайті GamesRadar
- Ace Combat Assault Horizon [Архівовано 17 грудня 2013 у WebCite](англ.) на сайті Game Rankings
- Ace Combat Assault Horizon [Архівовано 4 квітня 2013 у Wayback Machine.] (англ.) на сайті GameTrailers
- Ace Combat Assault Horizon [Архівовано 17 грудня 2013 у WebCite](англ.) на сайті GameZone
- Ace Combat Assault Horizon [Архівовано 4 січня 2014 у Wayback Machine.](англ.) на сайті Giant Bomb[en]
- Ace Combat Assault Horizon [Архівовано 17 грудня 2013 у WebCite](англ.) на сайті Metacritic
- Ace Combat Assault Horizon [Архівовано 17 грудня 2013 у WebCite](англ.) на сайті Official Xbox Magazine
- Ace Combat Assault Horizon [Архівовано 17 грудня 2013 у WebCite](англ.) на сайті Official PlayStation Magazine (US)[en]
- Ace Combat Assault Horizon [Архівовано 30 березня 2014 у Wayback Machine.] (рос.) на сайті Игромания

### Фан-сайти
- Ace Combat Assault Horizon [Архівовано 20 лютого 2014 у Wayback Machine.](англ.) на сайті Acepedia (найбільший сайт-енциклопедія по серії ігор Ace Combat).